# Grande Prêmio da Hungria de 1992
Resultados do Grande Prêmio da Hungria de Fórmula 1 realizado em Hungaroring em 16 de agosto de 1992. Décima primeira etapa do campeonato, foi vencido pelo brasileiro Ayrton Senna, da McLaren-Honda, e a seguir vieram Nigel Mansell da Williams-Renault e Gerhard Berger, da McLaren-Honda. Neste dia, Nigel Mansell tornou-se o primeiro britânico a conquistar o título mundial desde 1976.

## Resumo

### Riccardo Patrese em primeiro
Dado o poderio esmagador da Williams em 1992, ninguém duvidava que os bólidos azuis eram favoritos para capturar a primeira fila, mas o fulgor de Riccardo Patrese em primeiro lugar ao final do treino de sexta-feira arruinou os prognósticos e superou Nigel Mansell por cento e sessenta e sete milésimos. Embora a maioria dos pilotos tenha melhorado seu tempo no sábado, nada mudou no grid, com a McLaren de Ayrton Senna largando em terceiro e a Benetton de Michael Schumacher em quarto lugar, tendo Gerhard Berger e Martin Brundle na fila seguinte, corroborando suas equipes como as melhores dentre os times "normais". Experientes, Michele Alboreto e Thierry Boutsen levaram Footwork e Ligier ao sétimo e oitavo lugares, adiante de Jean Alesi e Ivan Capelli, dupla da Ferrari. Quanto a Riccardo Patrese, ele assinalou a oitava e última pole position de sua carreira.
Analisando as máquinas e pilotos habilitados para a largada, notam-se algumas particularidades como a substituição de Andrea Chiesa por Eric van de Poele na Fondmetal, enquanto a Brabham decidiu participar do evento apenas com Damon Hill. Na pré-classificação, foram limados a Dallara de J. J. Lehto, os carros da Andrea Moda e também os da Minardi, numa das poucas vezes onde os dois bólidos de Faença não participaram de uma corrida de Fórmula 1.

### Liderança folgada e abandono
Largando na melhor posição, Riccardo Patrese manteve sua liderança ao chegar na primeira freada, tendo atrás de si dois escudeiros inesperadosː Ayrton Senna e Gerhard Berger, que deixaram Nigel Mansell em quarto lugar, seguido por Michael Schumacher e Martin Brundle, o dueto da Benetton, com a Footwork de Michele Alboreto reluzindo em sétimo. Contudo, um toque de Érik Comas em Thierry Boutsen na saída da primeira curva deixou os pilotos da Ligier pelo caminho, assim como eliminou Gabriele Tarquini, da Fondmetal, enquanto a Lotus de Johnny Herbert rodou para não bater, apagou o motor e saiu da pista. Pouco depois, a Fondmetal empacotou suas coisas quando Eric van de Poele rodou na reta principal e ficou preso à brita.
Sob a proteção circunstancial da McLaren, o italiano da Williams auferia cada fração de segundo para delinear uma vantagem tranquila em busca da vitória, tarefa ainda mais fácil graças à perseguição de Mansell a Berger, tática favorável ao britânico, pois este superou o austríaco após sete voltas. Quase ao mesmo tempo, Schumacher pisou na terra para evitar uma batida com Brundle. Terceiro colocado, o "leão" saiu em busca de Senna, enquanto Berger segurava os carros da Benetton e a Lotus de Mika Häkkinen fustigava a Ferrari de Jean Alesi. Próximo à décima volta, a Williams de Mansell posicionou-se atrás de Senna, mas este fez do traçado de Hungaroring uma barreira e impediu a ultrapassagem do rival, embora estivessem a menos de um segundo de distância e Mansell fosse incisivo nos pontos de freada.
Na décima terceira volta, a Footwork de Aguri Suzuki tocou rodas com a Venturi de Bertrand Gachot na descida para a curva dois e eles ficaram pelo caminho, assim como a Tyrrell de Olivier Grouillard fechou a March de Karl Wendlinger quase ao mesmo tempo e este bateu na Jordan de Stefano Modena, num abandono triplo. No giro seguinte, Häkkinen ultrapassou Alesi de forma ríspida, obrigando o francês a abandonar devido a uma quebra de suspensão, obrigando os fiscais de pista a empurrar a Ferrari rumo à grama e remover os destroços dos acidentes anteriores. Enquanto isso, Patrese alternava-se entre conservar sua vantagem na liderança e ultrapassar os retardatários. Na disputa pelo segundo lugar, Senna travou roda e manteve-se adiante de Mansell, colocando o retardatário Pierluigi Martini entre eles, mas mesmo assim a distância entre ambos mal passava de meio segundo.
Impaciente, o "leão" aproveitava a reta de Hungaroring para pegar o vácuo de Senna a fim de ultrapassar a McLaren, contudo a argúcia do brasileiro permitia-lhe mudar de trajetória o suficiente para neutralizar o ímpeto de Mansell, que saiu da pista na penúltima curva do traçado e ficou atrás de Berger entre as voltas trinta e um e trinta e três, retomando a segunda posição no trigésimo quarto giro. Próximo à metade da corrida, as falhas mecânicas eliminaram a Venturi de Ukyo Katayama e a Dallara de Pierluigi Martini, entretanto os rumos do campeonato mudaram quando a Williams de Riccardo Patrese saiu da pista na volta trinta e oito e empacou na areia devido à inclinação do terreno. Mesmo com o carro ainda funcionando, o italiano permaneceu quase um minuto fora de combate, prejuízo fatal pata quem detinha vinte e cinco segundos de vantagem sobre Ayrton Senna, vice-líder da porfia até aquele instante. Depauperado pelo cronômetro, Riccardo Patrese retornou ao asfalto na sétima posição.

### Nigel Mansell campeão mundial
Com metade da corrida pela frente, Senna liderava, mas a diferença entre ele e Mansell era inferior a dois segundos. Entretanto, o piloto da Williams passou a dosar o ritmo e abdicar da agressividade, pois o segundo lugar bastaria para a conquista do título, convicção reforçada pelo fato de Berger estar a sete segundos de distância. Ao longo das voltas seguintes, essa tríade manteve-se no comando da prova, com o brasileiro da McLaren abrindo dez segundos sobre o "leão" na volta cinquenta e cinco, com Berger lutando contra os pilotos da Benetton. Quase no mesmo instante, o motor de Patrese estoura e o italiano abandona a porfia. No sexagésimo giro, a liderança de Senna era guarnecida por vinte e quatro segundos, e quando Mansell trocou os pneus na sexagésima segunda passagem, a vice-liderança era de Berger, a quarenta e dois segundos de seu companheiro de equipe. Sexto colocado, Mansell marcou a volta mais rápida no giro sessenta e três.
Enquanto Senna liderava, Berger travou as rodas obrigando Schumacher a recolher sua Benetton, numa reação tão rápida que o fez ser tocado por Brundle. Logo depois, o aerofólio do alemão voou em plena reta e ele protagonizou o último abandono do dia ao rodar e parar na área de escape. Em quinto lugar, Mansell ultrapassou Häkkinen e Brundle nas voltas 66 e 67, subindo para o terceiro posto. A dez voltas para o fim da corrida, Senna sofria com pneus desgastados e vibrações no carro, motivo pelo qual fez um pit stop e voltou ao asfalto ainda como líder. Pouco depois, Mansell aproveitou a reta dos boxes e ultrapassou Berger, que ainda foi importunado por Brundle até que o britânico chegou ao limite do desgaste e foi suplantado pelo finlandês da Lotus. Com apenas cinco pilotos na mesma volta, Senna administrou sua vantagem e venceu com mais de quarenta segundos em relação a Mansell, que sacramentou seu título mundial com uma folga de dez segundos para Berger, com Häkkinen, Brundle e Capelli fechando a zona de pontuação. Campeão mundial na décima primeira de dezesseis corridas previstas no calendário e com 92 pontos no bolso, Nigel Mansell assegurou que não houve jogo de equipe entre ele e Riccardo Patrese, enquanto Ayrton Senna atribuiu sua vitória aos ajustes feitos na McLaren antes da corrida e ao uso de pneus mais macios em relação aos rivais, numa estratégia combinada com o engenheiro Giorgio Ascanelli.
Membros de uma geração extremamente competitiva, onde Nelson Piquet e Alain Prost também ponteavam, Ayrton Senna e Nigel Mansell dividiram o pódio com Gerhard Berger e sob o olhar do público. Durante a cerimônia, a cordialidade veio à tona mediante sorrisos, abraços e conversas ao pé do ouvido, gestos que pareciam encerrar as rusgas entre Senna e Mansell, alimentadas pelo calor da disputa (vide os acidentes na pré-temporada de 1985 no Autódromo de Jacarepaguá, no Grande Prêmio da Bélgica de 1987 e no Grande Prêmio de Portugal de 1989). Primeiro britânico campeão mundial de Fórmula 1 desde James Hunt no Grande Prêmio do Japão de 1976, Mansell dedicou o título aos seus torcedores e à Williams, celebrando-o junto à esposa e aos filhos já em Hungaroring,
Trinta anos após a corrida, o "leão" revelou as palavras do piloto brasileiro naquele diaː "Entende o quão bom é esse sentimento agora, não é? Agora você sabe o quão desgraçado eu sou, porque essa é a melhor sensação do mundo", segundo o Beyond The Grid.

### 500 vezes Ferrari
Presente na Fórmula 1 desde o Grande Prêmio de Mônaco de 1950, a Ferrari terminou a corrida húngara em sexto lugar com Ivan Capelli, sendo esta a última pontuação na carreira do italiano. Embora o resultado ateste a má fase da lendária equipe vermelha, neste dia o time de Enzo Ferrari completou 500 grandes prêmios na categoria, obtendo 103 vitórias (41 em dobradinha), 110 pole positions, 119 voltas mais rápidas e 353 pódios, números que resultam em nove títulos mundiais de pilotos e oito de construtores.

### Última corrida da Brabham
Sem que o público notasse ou os mass media responsáveis pela cobertura da Fórmula 1 dessem importância, uma longa, vitoriosa e importante trajetória nas pistas da categoria chegava ao fim. Último colocado entre os onze classificados na etapa húngara, Damon Hill encerrou as atividades da equipe Brabham. Fundada por Jack Brabham e Ron Tauranac, a referida equipe estreou no Grande Prêmio da Alemanha de 1962. Em trinta anos de atividade, o time disputou 394 corridas, auferindo 35 vitórias (oito em dobradinha), 39 pole positions, 41 voltas mais rápidas e 124 pódios, resumidamente. Dentre os oitenta e sete pilotos que a defenderam, destacam-se o próprio Jack Brabham, Denny Hulme e Nelson Piquet.
Único piloto nas primeiras corridas da equipe na Fórmula 1, Jack Brabham contratou o norte-americano Dan Gurney como companheiro de equipe para 1963, cabendo a este a primeira vitória do time, no Grande Prêmio da França de 1964. Campeã mundial de pilotos e construtores com Jack Brabham em 1966 e Denny Hulme em 1967, a escuderia ficou sob os cuidados de Ron Tauranac em 1971 e foi vendida a Bernie Ecclestone no ano seguinte e este contratou o projetista sul-africano, Gordon Murray. Sob novo comando, a equipe teve Niki Lauda como piloto e depois deste brilhou Nelson Piquet, campeão mundial de pilotos em 1981 e 1983. Cada vez mais afeito aos papéis de presidente da FOCA, executivo-mor e "dono" da Fórmula 1, Bernie Ecclestone vendeu a Brabham em 1987, mas o time sediado em Chessington voltou às pistas apenas em 1989, sob as ordens do empresário suíço Joachim Lüthi, preso naquele ano por evasão fiscal.
- Foi também a última prova disputada por Damon Hill no ano, uma vez que ele ainda era contratado da Williams, onde era piloto de testes.
- Com a saída da Brabham, esta foi a última corrida em que um piloto não consegue vaga no grid via pré-classificação, que foi excluída a partir do GP da Bélgica.

## Classificação da prova

### Pré-classificação
| Pos. | Nº | Piloto            | Construtor          | Tempo    | Dif.    |
| ---- | -- | ----------------- | ------------------- | -------- | ------- |
| 1    | 15 | Gabriele Tarquini | Fondmetal-Ford      | 1:22.412 | —       |
| 2    | 14 | Eric van de Poele | Fondmetal-Ford      | 1:23.398 | + 0.986 |
| 3    | 30 | Ukyo Katayama     | Venturi-Lamborghini | 1:24.421 | + 2.009 |
| 4    | 34 | Roberto Moreno    | Andrea Moda-Judd    | 1:25.567 | + 3.155 |
| 5    | 35 | Perry McCarthy    | Andrea Moda-Judd    | s/ tempo | —       |

### Treinos
| Pos.    | Nº | Piloto             | Construtor           | Q1       | Q2       | Dif.    |
| ------- | -- | ------------------ | -------------------- | -------- | -------- | ------- |
| 1       | 6  | Riccardo Patrese   | Williams-Renault     | 1:15.476 | 1:15.725 | —       |
| 2       | 5  | Nigel Mansell      | Williams-Renault     | 1:15.643 | 1:15.950 | + 0.167 |
| 3       | 1  | Ayrton Senna       | McLaren-Honda        | 1:16.467 | 1:16.267 | + 0.791 |
| 4       | 19 | Michael Schumacher | Benetton-Ford        | 1:17.070 | 1:16.524 | + 1.048 |
| 5       | 2  | Gerhard Berger     | McLaren-Honda        | 1:17.277 | 1:17.414 | + 1.801 |
| 6       | 20 | Martin Brundle     | Benetton-Ford        | 1:18.843 | 1:18.148 | + 2.672 |
| 7       | 9  | Michele Alboreto   | Footwork-Mugen/Honda | 1:20.538 | 1:18.604 | + 3.128 |
| 8       | 25 | Thierry Boutsen    | Ligier-Renault       | 1:18.799 | 1:18.616 | + 3.140 |
| 9       | 27 | Jean Alesi         | Ferrari              | 1:19.511 | 1:18.665 | + 3.189 |
| 10      | 28 | Ivan Capelli       | Ferrari              | 1:19.313 | 1:18.765 | + 3.289 |
| 11      | 26 | Érik Comas         | Ligier-Renault       | 1:19.193 | 1:18.902 | + 3.426 |
| 12      | 15 | Gabriele Tarquini  | Fondmetal-Ford       | 1:19.555 | 1:19.123 | + 3.647 |
| 13      | 12 | Johnny Herbert     | Lotus-Ford           | 1:19.555 | 1:19.143 | + 3.667 |
| 14      | 10 | Aguri Suzuki       | Footwork-Mugen/Honda | 1:21.064 | 1:19.200 | + 3.724 |
| 15      | 29 | Bertrand Gachot    | Venturi-Lamborghini  | 1:19.819 | 1:19.365 | + 3.889 |
| 16      | 11 | Mika Häkkinen      | Lotus-Ford           | 1:19.587 | 1:20.390 | + 4.111 |
| 17      | 17 | Paul Belmondo      | March-Ilmor          | 1:21.781 | 1:19.626 | + 4.150 |
| 18      | 14 | Eric van de Poele  | Fondmetal-Ford       | 1:21.741 | 1:19.776 | + 4.300 |
| 19      | 4  | Andrea de Cesaris  | Tyrrell-Ilmor        | 1:20.003 | 1:19.867 | + 4.391 |
| 20      | 30 | Ukyo Katayama      | Venturi-Lamborghini  | 1:20.209 | 1:19.990 | + 4.514 |
| 21      | 33 | Maurício Gugelmin  | Jordan-Yamaha        | 1:20.481 | 1:20.023 | + 4.547 |
| 22      | 3  | Olivier Grouillard | Tyrrell-Ilmor        | 1:21.193 | 1:20.063 | + 4.587 |
| 23      | 16 | Karl Wendlinger    | March-Ilmor          | 1:21.116 | 1:20.315 | + 4.839 |
| 24      | 32 | Stefano Modena     | Jordan-Yamaha        | 1:20.819 | 1:20.707 | + 5.231 |
| 25      | 8  | Damon Hill         | Brabham-Judd         | 1:22.369 | 1:20.781 | + 5.305 |
| 26      | 22 | Pierluigi Martini  | Dallara-Ferrari      | 1:22.731 | 1:20.988 | + 5.512 |
| 27      | 24 | Gianni Morbidelli  | Minardi-Lamborghini  | 1:22.176 | 1:21.246 | + 5.770 |
| 28      | 21 | J. J. Lehto        | Dallara-Ferrari      | 1:22.364 | 1:21.288 | + 5.812 |
| 29      | 23 | Alessandro Zanardi | Minardi-Lamborghini  | 1:21.756 | s/ tempo | + 6.280 |
| 30      | 34 | Roberto Moreno     | Andrea Moda-Judd     | 1:22.286 | 1:22.870 | + 6.810 |
| Fontes: |    |                    |                      |          |          |         |

### Corrida
| Pos.    | Nº | Piloto             | Construtor           | Voltas | Tempo/Diferença | Grid | Pontos |
| ------- | -- | ------------------ | -------------------- | ------ | --------------- | ---- | ------ |
| 1       | 1  | Ayrton Senna       | McLaren-Honda        | 77     | 1:46:19.216     | 3    | 10     |
| 2       | 5  | Nigel Mansell      | Williams-Renault     | 77     | + 40.139        | 2    | 6      |
| 3       | 2  | Gerhard Berger     | McLaren-Honda        | 77     | + 50.782        | 5    | 4      |
| 4       | 11 | Mika Häkkinen      | Lotus-Ford           | 77     | + 54.313        | 16   | 3      |
| 5       | 20 | Martin Brundle     | Benetton-Ford        | 77     | + 57.498        | 6    | 2      |
| 6       | 28 | Ivan Capelli       | Ferrari              | 76     | + 1 volta       | 10   | 1      |
| 7       | 9  | Michele Alboreto   | Footwork-Mugen/Honda | 75     | + 2 voltas      | 7    |        |
| 8       | 4  | Andrea de Cesaris  | Tyrrell-Ilmor        | 75     | + 2 voltas      | 19   |        |
| 9       | 17 | Paul Belmondo      | March-Ilmor          | 74     | + 3 voltas      | 17   |        |
| 10      | 33 | Maurício Gugelmin  | Jordan-Yamaha        | 73     | + 4 voltas      | 21   |        |
| 11      | 8  | Damon Hill         | Brabham-Judd         | 73     | + 4 voltas      | 25   |        |
| Ret     | 19 | Michael Schumacher | Benetton-Ford        | 63     | Asa quebrada    | 4    |        |
| Ret     | 6  | Riccardo Patrese   | Williams-Renault     | 55     | Motor           | 1    |        |
| Ret     | 22 | Pierluigi Martini  | Dallara-Ferrari      | 40     | Câmbio          | 26   |        |
| Ret     | 30 | Ukyo Katayama      | Venturi-Lamborghini  | 35     | Motor           | 20   |        |
| Ret     | 27 | Jean Alesi         | Ferrari              | 14     | Suspensão       | 9    |        |
| Ret     | 29 | Bertrand Gachot    | Venturi-Lamborghini  | 13     | Colisão         | 15   |        |
| Ret     | 10 | Aguri Suzuki       | Footwork-Mugen/Honda | 13     | Colisão         | 14   |        |
| Ret     | 3  | Olivier Grouillard | Tyrrell-Ilmor        | 13     | Colisão         | 22   |        |
| Ret     | 16 | Karl Wendlinger    | March-Ilmor          | 13     | Colisão         | 23   |        |
| Ret     | 32 | Stefano Modena     | Jordan-Yamaha        | 13     | Colisão         | 24   |        |
| Ret     | 14 | Eric van de Poele  | Fondmetal-Ford       | 2      | Rodou           | 18   |        |
| Ret     | 25 | Thierry Boutsen    | Ligier-Renault       | 0      | Colisão         | 8    |        |
| Ret     | 26 | Érik Comas         | Ligier-Renault       | 0      | Colisão         | 11   |        |
| Ret     | 15 | Gabriele Tarquini  | Fondmetal-Ford       | 0      | Colisão         | 12   |        |
| Ret     | 12 | Johnny Herbert     | Lotus-Ford           | 0      | Colisão         | 13   |        |
| DNQ     | 24 | Gianni Morbidelli  | Minardi-Lamborghini  |        |                 |      |        |
| DNQ     | 21 | J. J. Lehto        | Dallara-Ferrari      |        |                 |      |        |
| DNQ     | 23 | Alessandro Zanardi | Minardi-Lamborghini  |        |                 |      |        |
| DNQ     | 34 | Roberto Moreno     | Andrea Moda-Judd     |        |                 |      |        |
| DNPQ    | 35 | Perry McCarthy     | Andrea Moda-Judd     |        |                 |      |        |
| Fontes: |    |                    |                      |        |                 |      |        |

## Tabela do campeonato após a corrida
| Pos.    | Piloto             | Pontos |
| ------- | ------------------ | ------ |
| 1       | Nigel Mansell      | 92     |
| 2       | Riccardo Patrese   | 40     |
| 3       | Ayrton Senna       | 34     |
| 4       | Michael Schumacher | 33     |
| 5       | Gerhard Berger     | 24     |
| Fontes: |                    |        |

| Pos.    | Construtor       | Pontos |
| ------- | ---------------- | ------ |
| 1       | Williams-Renault | 132    |
| 2       | McLaren-Honda    | 58     |
| 3       | Benetton-Ford    | 51     |
| 4       | Ferrari          | 16     |
| 5       | Lotus-Ford       | 10     |
| Fontes: |                  |        |

- Nota: Somente as primeiras cinco posições estão listadas e o campeão mundial de pilotos surge grafado em negrito.